# Uprawka
Uprawka – czynność wykonywana narzędziem uprawowym lub maszyną uprawową, np. orka, włókowanie, bronowanie, kultywatorowanie, wałowanie, gryzowanie.
Pojedyncza uprawka na ogół nie wystarcza do spełnienia określonych zadań. Dlatego też najczęściej wykonuje się kilka uprawek następujących po sobie bezpośrednio lub w pewnych odstępach czasu, aby wykorzystać naturalne procesy zachodzące w roli pod wpływem uprawek i czynników przyrodniczych. Szereg uprawek wykonywanych w określonej porze roku dla uzyskania zamierzonych celów nazywa się zespołem uprawek.
Sposób wykonywania uprawek zależy od: rodzaju i właściwości gleby, stanu wyjściowego roli, pogody oraz od przedplonu i rośliny następczej.
Zabiegi uprawowe można podzielić na grupy:
- odwracające (orka, gryzowanie)
- spulchniające i wyrównujące powierzchniowe warstwy roli (bronowanie, kultywatorowanie, włókowanie)
- ugniatające i kruszące bryły (wałowanie)
- pielęgnacyjne w łanie wykonywane jako spulchniające
- pielęgnacyjne międzyrzędowe